# هزازون
الجماعة المتحدة للمؤمنين بظهور المسيح الثاني، المعروفة أكثر باسم " الشاكرز" أو الهزَّازون، هي طائفة مسيحية ترميمية ألفية تأسست عام 1747 في إنجلترا، وكانت أكثر تنظيمًا في الولايات المتحدة في ثمانينيات القرن الثامن عشر. كان يُعرفون في البداية باسم " جمعية الأصدقاء الدينية الهزازون" بسبب سلوكهم المبهج أثناء خدمات العبادة.
يتبنى الشاكرز مبادئ المساواة، ويمارسون أسلوب حياة طوباويًا عازبًا، ومسالمًا، وعبادة كاريزمية موحدة، ونموذجهم للمساواة بين الجنسين، والذي أسسوه في مجتمعهم في ثمانينيات القرن الثامن عشر. كما أنهم معروفون أيضًا بحياتهم البسيطة، وهندستهم المعمارية، وابتكاراتهم التكنولوجية، وموسيقاهم، وأثاثهم. تولت النساء أدوارًا قيادية روحية إلى جانب الرجال، بما في ذلك القيادات المؤسسات مثل جين واردلي، وآنا لي، ولوسي رايت. هاجر الشاكرز من إنجلترا واستقروا في أمريكا الاستعمارية الثورية، مع استقرار أولي في واترفليت، نيويورك (كولوني الحالية)، في عام 1774.:1–8:20:105
خلال منتصف القرن التاسع عشر، أدى عصر المظاهر إلى فترة من الرقصات ورسومات الهدايا وأغاني الهدايا المستوحاة من الوحي الروحي. في ذروتها في منتصف القرن التاسع عشر، كان هناك ما بين 2000 إلى 4000 مؤمن من طائفة الشاكرز يعيشون في 18 مجتمعًا رئيسيًا والعديد من المجتمعات الأصغر حجمًا والتي غالبًا ما كانت قصيرة العمر. أدت التغيرات المجتمعية الخارجية والداخلية في منتصف وأواخر القرن التاسع عشر إلى تقليص مجتمع الشاكر حيث غادر الأعضاء أو ماتوا ولم يبق سوى عدد قليل من المتحولين إلى الإيمان ليحلوا محلهم. بحلول عام 1920، لم يتبق سوى 12 مجتمعًا شيكرًا في الولايات المتحدة.